# Bolesławiec
Bolesławiec (alemão: Bunzlau) é um município da Polônia, na voivodia da Baixa Silésia e no condado de Bolesławiec. Estende-se por uma área de 23,57 km², com 39 039 habitantes, segundo os censos de 2016, com uma densidade de 1656,3 hab/km².
Está localizada a cem quilômetros de Breslávia, capital da Baixa Silésia, a 450 km de Varsóvia, capital da Polônia, a 220 km de Praga, capital da República Checa e a 200 km de Berlim, capital da Alemanha.
No século VII a Baixa Silésia já era habitada por eslavos. Os Bobrzanie, que habitavam ao longo do rio Bóbr, eram uma tribo eslava que ficou conhecida graças aos documentos latinos e checos, bem como aos achados arqueológicos. No ano de 990, Miecislau I, duque da Polônia, anexou essa província. No século XII, a  Polônia foi dividida em muitos principados.
O príncipe Boleslau I (1127 – 1201), que combateu na Palestina durante II Cruzada, fortificou o antigo arraial eslavo e lhe deu um novo nome, provavelmente Boleslau ou Bolesławiec. No ano de 1251, Bolesławiec recebeu a sua ata de fundação, assinada pelo príncipe Boleslau II Rogatka.
Depois da morte da princessa Agnes (1392), a viúva de Bolko II, Bolesławiec foi incorporado pelos checos. Em 1526, o Reinado Checo e a Silésia tornaram-se parte da Áustria. O século XVI foi também a época do desenvolvimento do protestantismo. A germanização da província acelerou-se. No ano de 1740, a Prússia conquistou a Silésia, inclusive a cidade de Bolesławiec. O Estado prussiano era protestante, pelo que seus seguidores foram privilegiados e os católicos, perseguidos.
Após o fim da Segunda Guerra Mundial, Bolesławiec e a Silésia foram incorporadas à Polônia e na primavera seguinte iniciou-se a administração polonesa. O primeiro prefeito foi Bolesław Kubik, que começou a reconstrução da cidade, e faleceu em seguida, em julho de 1945.